# Plac Kościelny w Łodzi
Plac Kościelny w Łodzi – plac położony w najstarszej części Łodzi.

## Historia
Pierwsze wzmianki o istnieniu placu sięgają 1414 roku, jednak istnieje prawdopodobieństwo, że plac wraz z kościołem istniał już w II połowie XIV wieku. To właśnie kościół był nierozerwalnym „partnerem” placu przez setki lat, najpierw drewniany we władaniu biskupów włocławskich, dzisiaj już murowany, zbudowany w stylu wiślanym w 1897 roku, wg projektu Konstantego Wojciechowskiego.
Plac Kościelny wraz ze Starym Rynkiem był centrum Łodzi rolniczej, jednak gdy miasteczko zaczęło pod koniec XIX i na początku XX wieku przekształcać się w wielokulturową metropolię, place straciły na ważności na rzecz Rynku Nowego Miasta. Większość mieszkańców stanowili Żydzi i najubożsi Polacy.
W 1940 roku powstało łódzkie getto, jedno z największych w Polsce i Europie, gdzie mieszkało przeszło 200 tys. Żydów i Cyganów. W czasie istnienia łódzkiego getta Plac Kościelny był drugim, po Bałuckim Rynku, centralnym miejscem getta. W kamienicach mieściło się kilka ważnych instytucji i urzędów: centrala gettowej sieci telefonicznej, Wydział Ewidencji Ludności z Biurem Meldunkowym, Urząd Stanu Cywilnego, Wydział Statystyczny i Archiwum. Po drugiej stronie ulicy Zgierskiej mieściła się komenda policji żydowskiej, a w domu parafialnym za kościołem (przy ul. Kościelnej 8) był komisariat niemieckiej policji kryminalnej. Po II wojnie światowej plac powrócił do łódzkiej codzienności.